# V3 (canon)
Comme le V1 et le V2, le canon V3 constituait une arme de représailles du Troisième Reich à l'encontre de l'Angleterre dont la portée prévue était de 160 kilomètres. Son nom de code est Hochdruckpumpe pour « pompe à haute pression ».

## Fonctionnement
Il s'agit d'un canon à chambres multiples. Le long du canon sont disposées trente-deux chambres auxiliaires qui donnent un surcroît de poussée au projectile de type obus flèche.
Lors du tir, au passage des chambres auxiliaires, les charges supplémentaires additionnelles sont mises à feu, soit par auto-inflammation due à la température des gaz, soit par allumage électrique, pour produire une poussée supplémentaire amplifiant la vitesse de l'obus au passage de chaque paire de chambres pendant la progression de l'obus dans l'âme du canon.
Les Allemands avaient prévu une vitesse initiale (en sortie de bouche) de 1 500 m/s et une distance de tir utile de l'ordre de 160 km. L'obus pesait environ 140 kg pour une longueur de quelque 3 m.

## Histoire
Le canon V3 a été mis au point par l'ingénieur allemand August Coenders.
Le premier site de test et de tir fut construit en 1943 à Hillersleben en Allemagne, puis un second site d'expérimentation fut construit à Misdroy.
Le premier site de lancement fut construit sous le nom de code « Tausendfüssler » pour « mille pattes ». Il se situe à la forteresse de Mimoyecques sur la commune de Landrethun-le-Nord en France à 8 km des côtes de la Manche et à 160 km de Londres, la première cible. Ce site fut soigneusement choisi par les Allemands : il s'agissait d'une colline de 158 m de haut constituée principalement de calcaire, matériau à la fois solide et facile à excaver, avec à proximité la voie ferrée Calais-Boulogne-sur-Mer.
Cinq batteries de cinq canons (25 canons) faisant chacun près de 130 m de long devaient être construites sous terre. Dans un premier temps, les Allemands creusèrent des galeries puis les tunnels de tir sur plusieurs étages. L'étage le plus haut était à 30 m sous la surface de la terre, le second à près de 100 m sous la surface. Une protection de 5,5 m d'épaisseur en béton armé et 30 m de large devait protéger les bouches des canons. L'ensemble de la batterie de 25 canons à âme lisse devait avoir une cadence de tir de 10 coups par minute soit 600 obus par heure.
Des ingénieurs allemands et 430 mineurs allemands de la Ruhr furent employés mais le principal des 5 000 ouvriers était constitué de prisonniers de guerre russes, donc de travailleurs forcés.
Le site de Mimoyecques ne servit jamais, les premiers bombardements de la RAF ayant eu lieu le 22 juin 1944 avec 98 Avro Lancaster qui lâchèrent 400 tonnes de bombes. Trois autres raids suivirent jusqu'au 6 juillet 1944 et lâchèrent 16 bombes Tallboy de 5 tonnes chacune afin de détruire les installations les plus proches de la surface.
En août 1944, après plusieurs tests en Pologne en mars 1944 qui s'avérèrent décevants (déformations et explosion des tubes) et à cause des dégâts subis dans la forteresse de Mimoyecques, il fut décidé de développer un canon plus petit ne comprenant que douze sections et d'une longueur de 50 m. Ce projet fut appelé LRK15 F58 LRK pour « Langrohrkanone » ou « canon long » en français. Le canon devait être installé ailleurs. La forteresse de Mimoyecques, désertée par les Allemands devant l'avance des troupes alliées, fut capturée par la 3e division canadienne le 5 septembre 1944.
Le 12 août 1944, cette forteresse aurait dû subir une attaque de destruction (nom de code « Project Anvil ») : un bombardier B-24 transportant 11 000 kg d'explosif devait voler jusqu'à la zone et plonger sur la forteresse après son abandon par l'équipage en dessus de Manston (Kent). Cependant, le dispositif de mise à feu se déclencha prématurément et l'avion explosa avant d'atteindre sa cible, tuant ses deux membres déquipage dont Joseph Patrick Kennedy Jr, frère aîné du futur président des États-Unis John Fitzgerald Kennedy. Deux plaques commémoratives (une pour les aviateurs et une pour le président assassiné) sont visibles sur le site de la forteresse.
Une unité fut créée pour mettre en œuvre ce canon d'un nouveau genre, l'Abteilung 705, sous les ordres du SS Gruppenführer Hans Kammler, ce dernier nommant le Hauptmann Patzig commandant de l'unité 705. La batterie fut installée à Lampaden en Allemagne, afin de tirer sur la ville de Luxembourg à un peu moins de 43 km de distance.
La batterie fut prête à tirer le 16 décembre 1944, mais aucune munition n'avait été fabriquée. Elles n'arrivèrent sur le site que le 29 décembre 1944. Les premiers tirs de V3 eurent lieu le 30 décembre à 23 h 16, ils furent au nombre de cinq. Un second canon fut installé à Buhl en Alsace sur les flancs du Demberg pour tirer sur la ville de Belfort (France). Il ne fut jamais utilisé étant donné l'avancée des troupes alliées.
Au total, 183 coups furent tirés avec cette nouvelle arme.

## Caractéristiques
- Calibre : 150 mm
- Longueur du fût : 130 m à 150 m
- Calibre de l'obus : 110 mm
- Portée : 165 km